# Jacob de Backer
Pour les articles homonymes, voir Jacob Backer et de Backer.
Jacob de Backer est un peintre flamand du XVIe siècle. Il naît à Anvers vers 1545 et meurt dans la même ville en 1585.
Il se forme à Florence et à Rome entre 1557 et 1560, d'où lui vient son style très italianisant.
Il semble également très influencé par l'École de Fontainebleau et aurait été élève d'Antonio Palermo puis d'Hendrik van Steenwijk I.
Lui est attribué le tableau allégorique intitulé La Justice et la Paix s'embrassant, qui fit partie des collections Cacault à Nantes, du baron Lemot au château de La Garenne à Clisson, puis Lunot; il a figuré à la "vente de la collection d'un grand amateur français" par la maison Sotheby's à Londres le 7/12/2000 (reprod. coul. n°29 du catalogue).

## Œuvres
- Belgique

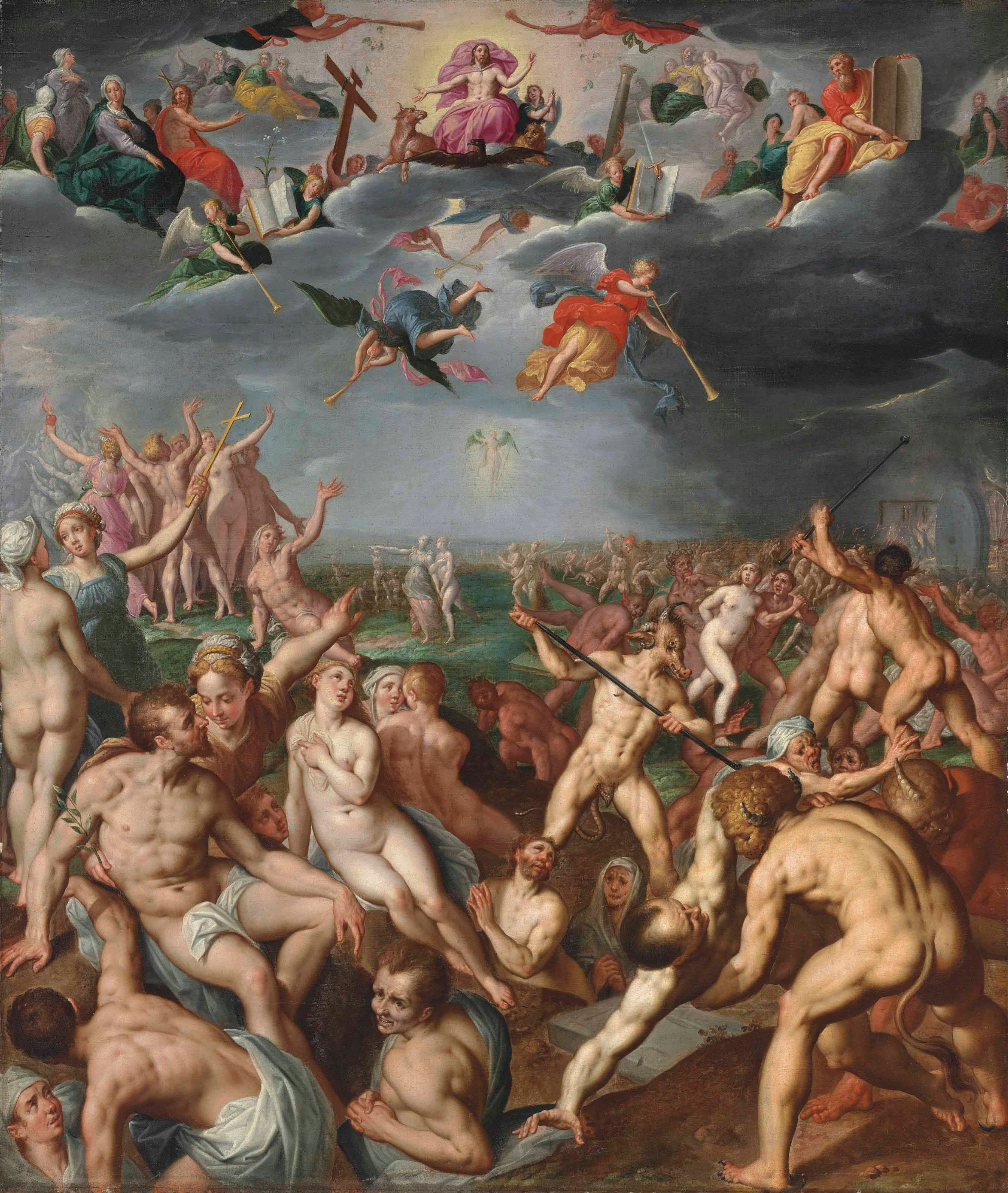
Le Dernier Jugement (coll. priv.).

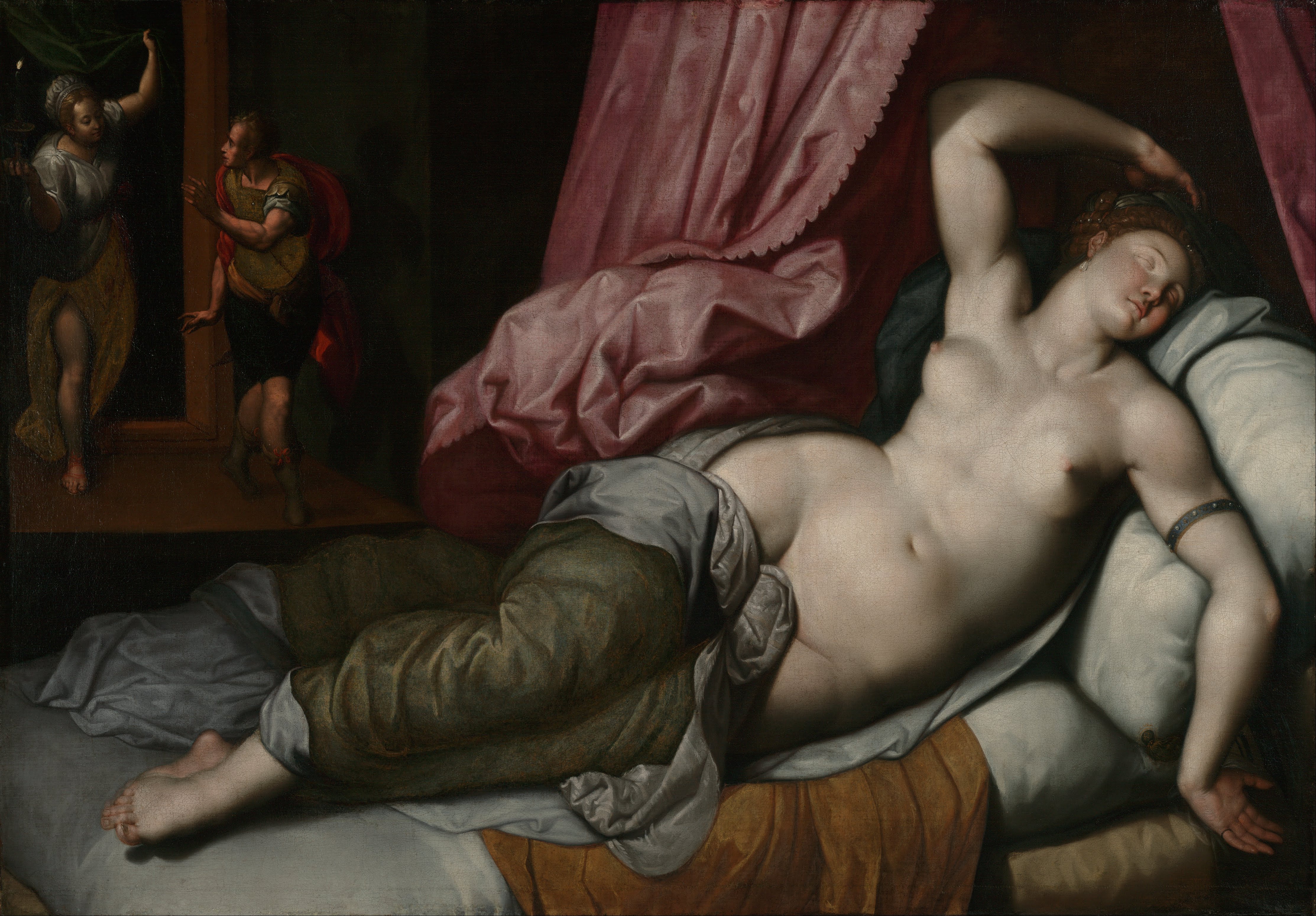
Paris Being Admitted to the Bedchamber of Helen (J. Paul Getty Museum, Los Angeles).

  - Musée des Beaux-Arts de Gand (Gand)
    - The Raising of Lazarus, huile sur panneau, partie d'un retable (panneaux extérieurs fermés)[1]
    - The Crucifixion (aile gauche), The Prophecy of the Recovery of Hezekiah (panneau central), Abbot Jacobus Delrio with Patron Saint (aile droite), huile sur panneau, partie d'un retable[2]

  - Musée Groeninge (Bruge)
    - The Garden of Eden, huile sur panneau[3]

  - Musée royal des Beaux-Arts d'Anvers
    - Jésus bénissant les enfants

  - Cathédrale Notre-Dame d'Anvers
    - Triptyque du Jugement Dernier

- États-Unis
  - J. Paul Getty Museum (Los Angeles)
    - Paris Being Admitted to the Bedchamber of Helen, huile sur toile[4]

  - Musée des Beaux-Arts de Houston (Houston)
    - Diana and Actaeon, huile sur toile[5]

- France
  - Musée Hyacinthe-Rigaud (Perpignan)
    - Vénus, Bacchus et Cérès

  - Musée National de la Renaissance (Château d'Écouen)
    - Vénus et l'Amour

- Italie
  - Musée de Capodimonte (Naples)
    - Les pêchés capitaux (série de sept tableaux)

- Pologne
  - Musée national de Varsovie (Varsovie)
    - Allégorie de la patience chrétienne avec Chronos qui la libère de ses entraves, huile sur panneau[6]
    - Apollon arrache la peau de Martius, huile sur toile[7]
    - Le Jugement dernier, huile sur toile[8]

- Suisse
  - Kunstmuseum (Bâle)
    - Allegory of Time freeing Faith, huile sur bois[9]

- Collections privées
  - An Allegory of Truth and Justice (The Psalm of David, LXXXIV, 10-11), huile sur toile[10]
  - Charity, huile sur panneau[11]
  - The Last Judgement, huile sur panneau[12]
  - The Last Judgement, huile sur toile[13]